# Edward H. Angle
Edward Hartley Angle (* 1. Juni 1855 in Herrick, Bradfour County, Pennsylvania; † 11. August 1930 in Pasadena, Kalifornien) war ein US-amerikanischer Kieferorthopäde, nach dem die Angle-Klassen und der Angle-Bogen benannt sind.

## Leben und Wirken
Angle wurde als fünftes von sieben Kindern auf einer Farm in Pennsylvania geboren. Angle, der eher ein Praktiker als ein guter Schüler war, besuchte das Pennsylvania College of Dental Surgery, wo er auch im Frühling 1876 seinen Abschluss machte. Nach einer mehrere Jahre dauernden Auszeit, die er wegen seiner Tuberkuloseerkrankung nahm und sich in der Schafzucht betätigte, erhielt er im Alter von 36 Jahren eine Professur für Histologie und Anatomie am Minnesota Hospital College, aus dem später die University of Minnesota hervorging, und war bis 1899 an weiteren Universitäten der USA als Professor für Orthodontie tätig. 1885 bekam Angle einen Lehrstuhl an der University of Minnesota. Von 1892 bis 1898 war er Professor für Kieferorthopädie an der Northwestern University, von 1886 bis 1899 am Marion Sims College of Medicine und von 1897 bis 1899 am Washington University Medical Department.
Im März 1887 hatte er Florence geheiratet und bekam knapp neun Monate später eine Tochter Florence Isabel. Nach einer unglücklichen Ehe heiratete er 1908 Anna Hopkins (1872–1957), seine langjährige Sekretärin.
1900 eröffnete er eine eigene Ausbildungsanstalt, die Angle School of Orthodontia in St. Louis, Missouri.

## Werk
Die folgenden Jahre entwickelte und erfand Angle verschiedene orthodontische Vorrichtungen. Er entwickelte eine aus Expansionsbogen und Schraubbändern bestehende Apparatur, den sogenannten Angle-Bogen. Er hat historisch gesehen den Begriff der Verankerung in die Kieferorthopädie eingeführt.
Ein Zitat aus seinem Buch „Treatment of malocclusion of teeth“ (Philadelphia 1887) am Anfang des Kapitels Verankerung:
„Die Bewegung eines oder mehrerer Zähne in eine der verschiedenen Richtungen ist nur durch Anwendung einer Kraft möglich, die in Übereinstimmung mit den Gesetzen der Mechanik und Dynamik erfolgt. Nach den wohlbekannten Gesetzen der Physik halten sich Wirkung und Gegenwirkung das Gleichgewicht und sind einander entgegengesetzt; daraus folgt, dass der Widerstand der Verankerung größer als der des zu bewegenden Zahnes sein muss.“ Später fügt er hinzu: „Die ideale Verankerung wäre natürlich eine unbewegliche Basis.“
Die relative Lagebeziehung des menschlichen Ober- und Unterkiefers wird weltweit nach Edward H. Angle durch die Angle-Klassen beschrieben.
Die kieferorthopädische Fachzeitschrift The Angle Orthodontist wurde zu seinen Ehren 1930 gegründet, ist seither das offizielle Organ der Edward H. Angle Society of Orthodontists und erscheint zweimonatlich.